# Christian Ntsay
Christian Louis Ntsay (Antsiranana, 27 marzo 1961) è un politico malgascio.
Dal 2002 al 2003 è stato Ministro del Turismo del governo presieduto da Jacques Sylla.
Dal 6 giugno 2018 ricopre la carica di Primo ministro del Madagascar.